# Parti du mouvement populaire
Ne doit pas être confondu avec Parti Mouvement populaire ou Parti du mouvement populaire malaisien.
Le Parti du mouvement populaire (PMP) est un parti politique de la côte française des Somalis puis du territoire français des Afars et des Issas.
Il est créé en 1958, par des militants nationalistes somalis. Son candidat, Moussa Ahmed Idriss, est élu député du territoire à l'Assemblée nationale française en 1962. Il siège sur les bancs de l'Union pour la nouvelle République (UNR), le parti gaulliste.
Son premier président est Ahmad Farah Dalieh puis en 1962 Obsieh Bouh Abdallah (né en 1932)
En 1963, le PMP s'allie à Ali Aref avec lequel il gagne les élections territoriales. Ses dirigeants signent l'accord d'Arta.
En 1965, le PMP est rejoint par des militants de l'Union démocratique issa dirigée par Hassan Gouled Aptidon. Avec l'Union démocratique afar, le PMP participe à l'organisation de la manifestation nationaliste à Djibouti d'août 1966 à l’occasion du passage du général de Gaulle. Les formations se divisent ensuite.
Le PMP appelle à voter «non», c'est-à-dire en faveur de l'indépendance, lors du référendum de mars 1967. Ses ministres quittent alors le gouvernement. En conséquence, le 13 juillet 1967, le PMP est dissous par décision des autorités administratives du territoire.
Un de ses militants, Omar Osman Rabeh sera condamné à mort, peine commuée en prison à vie, pour avoir tenté d'assassiner Ali Aref Bourhan en 1968. Il sera finalement échangé contre l'ambassadeur de France en Somalie enlevé à Mogadiscio par un commando du Front de libération de la côte des Somalis (FLCS) en 1975.